# 青塚站
青塚站（日语：／ Aotsuka eki */?）是一個位於愛知縣津島市青塚町高畑，屬於名古屋鐵道津島線的鐵路車站。車站編號為TB04。

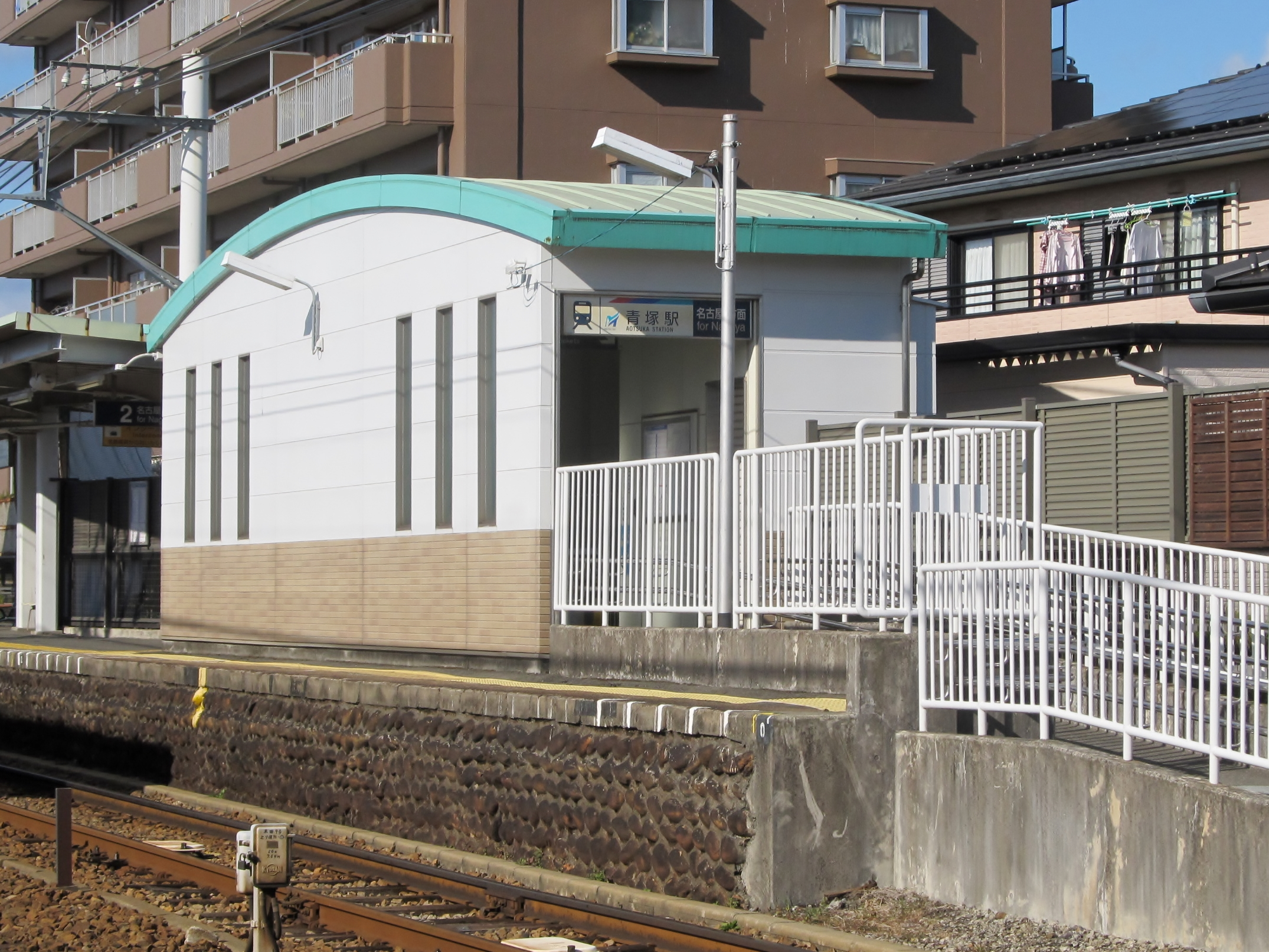
往須口方向的站房(2022年1月)

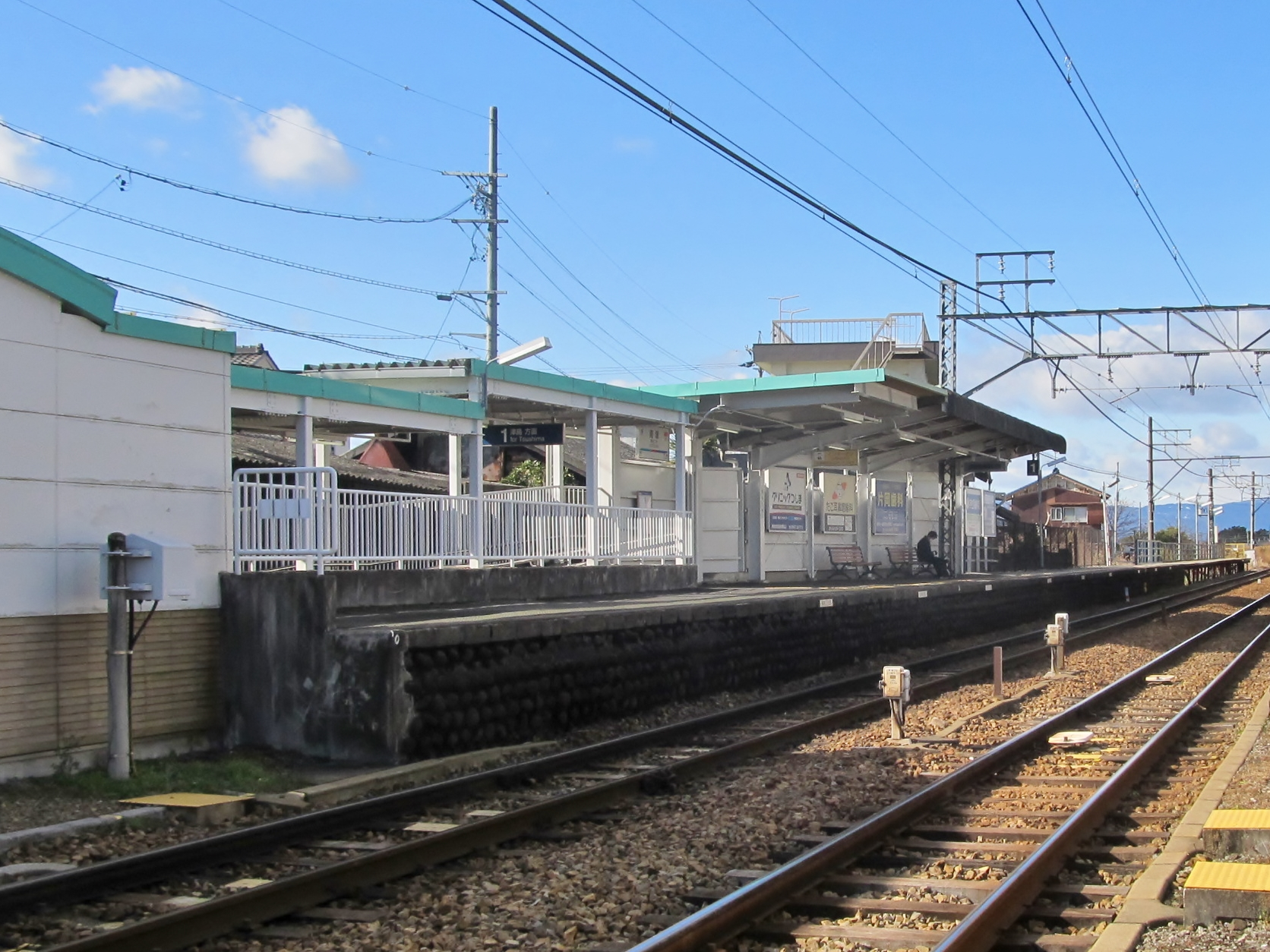
月台(2022年1月)

只限普通列車停靠。可使用manaca。

## 車站結構
對向式月台2面2線的地面車站。月台往津島方向為6節、名古屋方向為8節。曾經為有人站，但現時為引入車站集中管理系統的無人站，由須口站遙距管理。閘口於上下線月台各設一個，閘內沒有連結各月台的通道。

### 月台配置
| 月台 | 路線   | 方向 | 目的地                           |
| ---- | ------ | ---- | -------------------------------- |
| 1    | 津島線 | 下行 | 津島、佐屋、彌富、森上、一宮方向 |
| 2    | 津島線 | 上行 | 須口、名古屋、東岡崎、太田川方向 |

### 配置圖
| ← 津島、 彌富方向 | 青塚站 構內配線略圖 | → 須口、 名古屋方向 |
| 图例 参考文献：   |                     |                     |

## 相鄰車站
名古屋鐵道
 津島線
■特急、■急行、■準急
通過
■普通
木田（TB03）－青塚（TB04）－勝幡（TB05）

## 外部連結
- 青塚 - 名古屋鐵道